# Euphorbe arborescente
Euphorbia dendroides
Espèce
Classification phylogénétique
Statut CITES
L’Euphorbe arborescente (Euphorbia dendroides) est une plante vivace de la famille des Euphorbiacées, commune sur le pourtour méditerranéen.

## Description

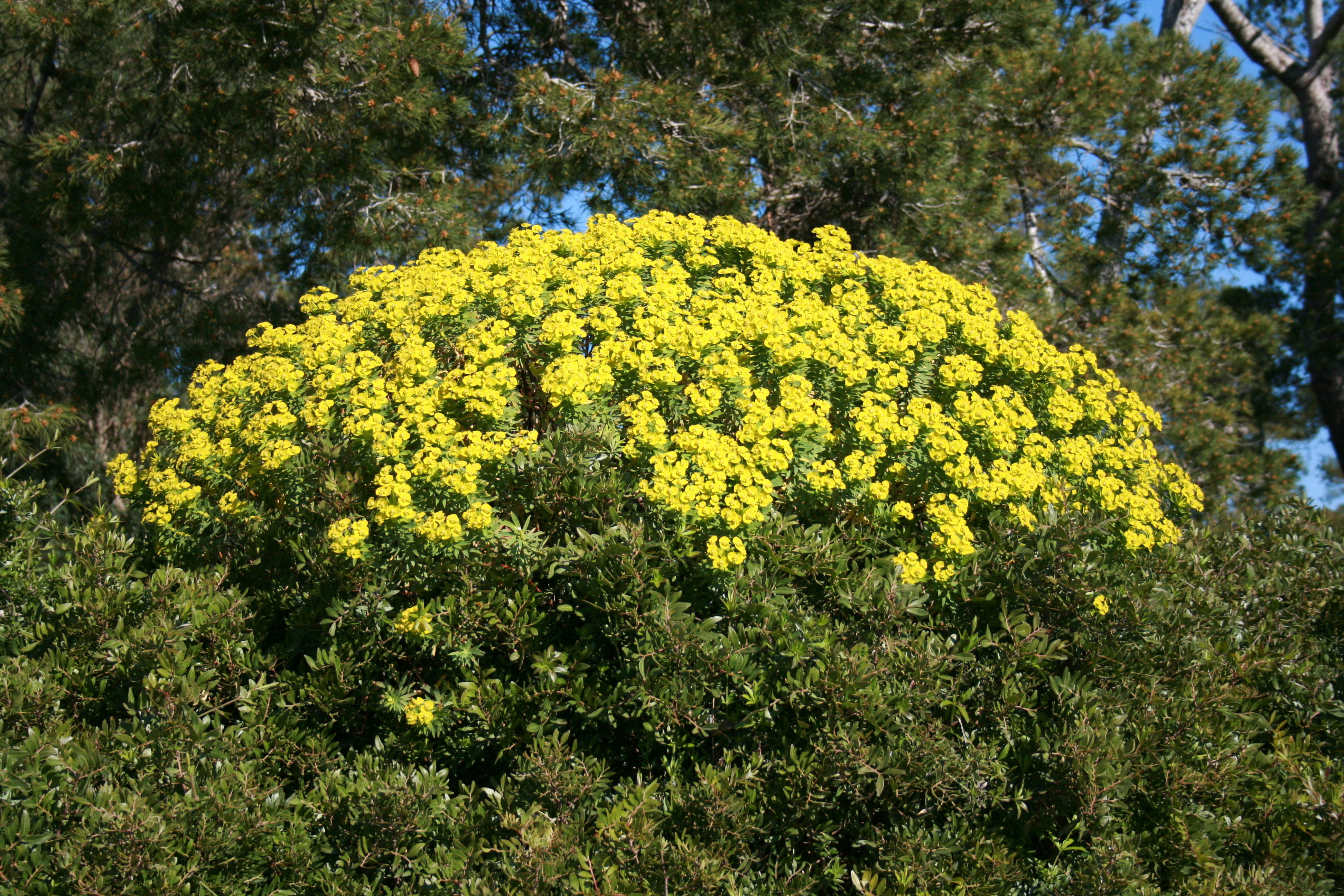
Euphorbia dendroides

L’Euphorbe arborescente est un arbrisseau à écorce rouge, de forme sphérique, très ramifié, pouvant atteindre 2 mètres de circonférence, à pousse basale et suc laiteux blanc.
Les fleurs sont formées en groupe aux extrémités des branches, lancéolées à étroitement elliptiques, obtuses à pointe rapportée, jusqu’à 6,5 cm de long et 8 mm de large. Ses ombelles à 5-8 rayons fourchus, ramifiés, sont en position terminale.
La pseudo-fleur en coupe, vert jaunâtre à ovaire dépassant à 3 stigmates, fourchue, présente des écailles à nectar plus ou moins lobées, jaunâtres à rougeâtres, arrondies sur le bord, avec de nombreuses étamines à l’intérieur.
La capsule est nue, à trois loges et graines ovoïdes brun opaque, lisses. L'euphorbe perd ses feuilles en cas de sécheresse.

### Caractéristiques

#### Organes reproducteurs
- Couleur dominante des fleurs : jaune
- Période de floraison : avril-juin
- Inflorescence : cyathe
- Sexualité : monoïque
- Ordre de maturation :
- Pollinisation : entomogame

#### Graine
- Fruit : capsule
- Dissémination : myrmécochore

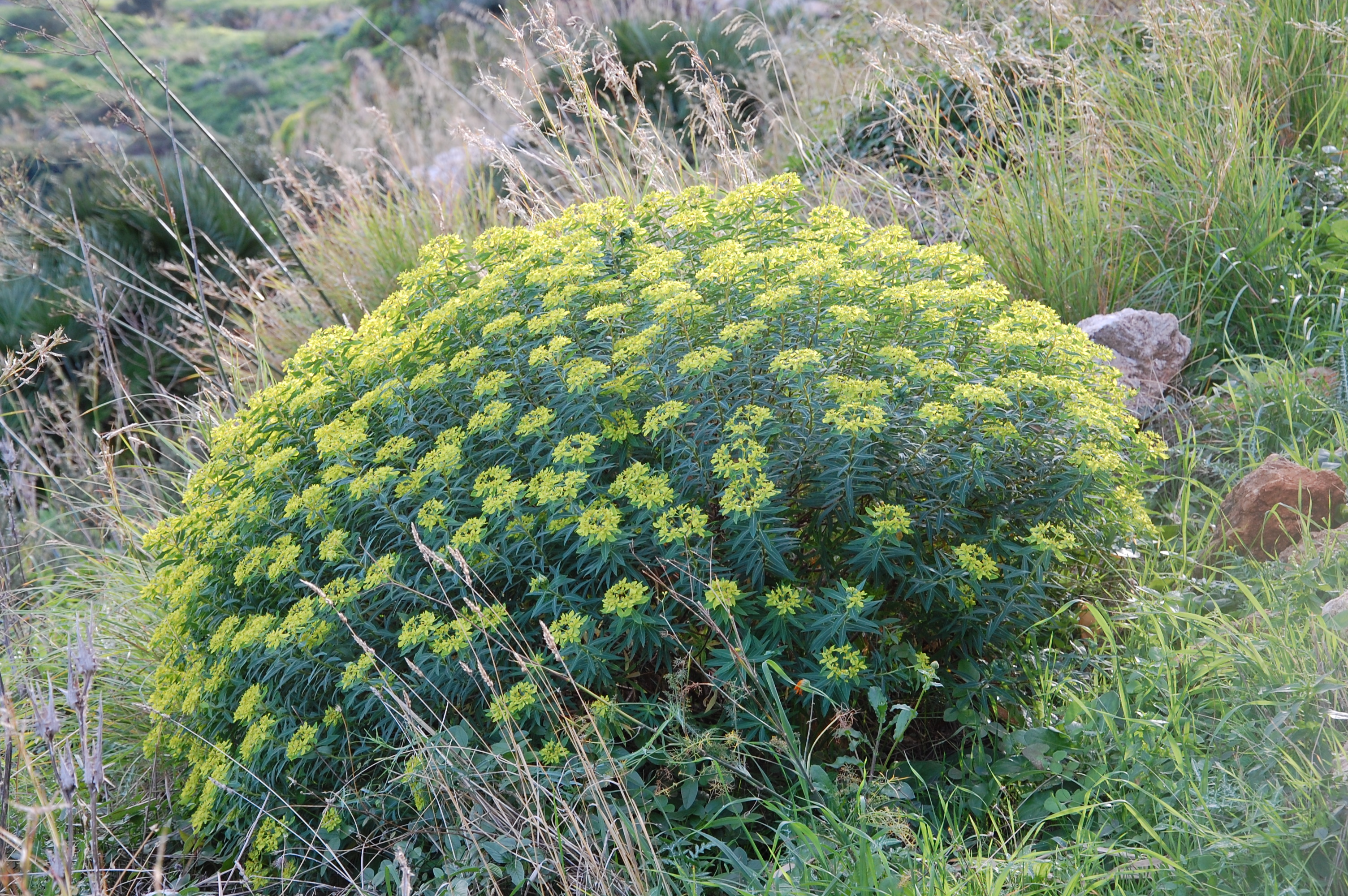
Une euphorbe arborescente au printemps.
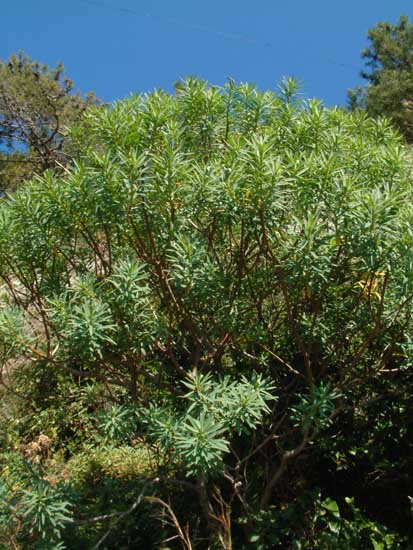
Une euphorbe arborescente.
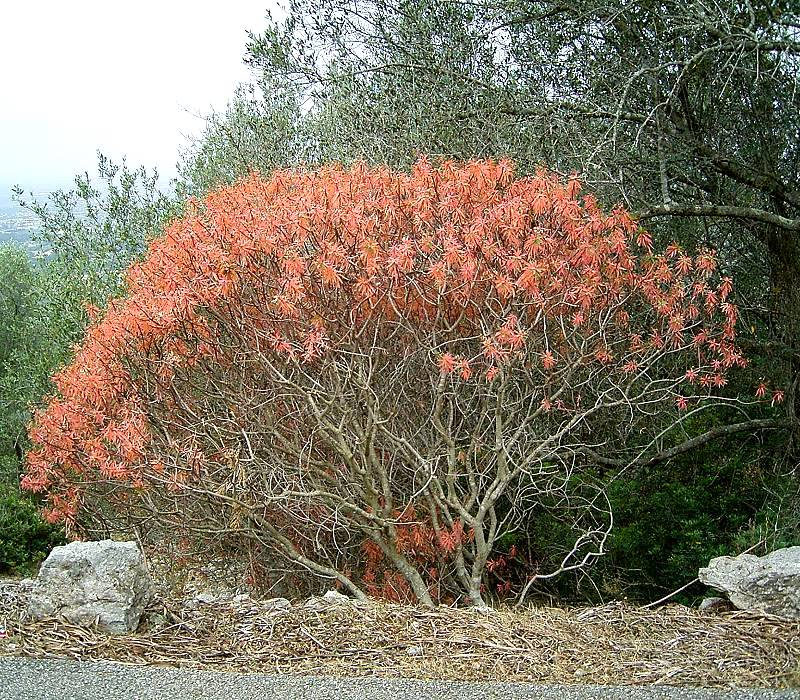
Une euphorbe arborescente en été.
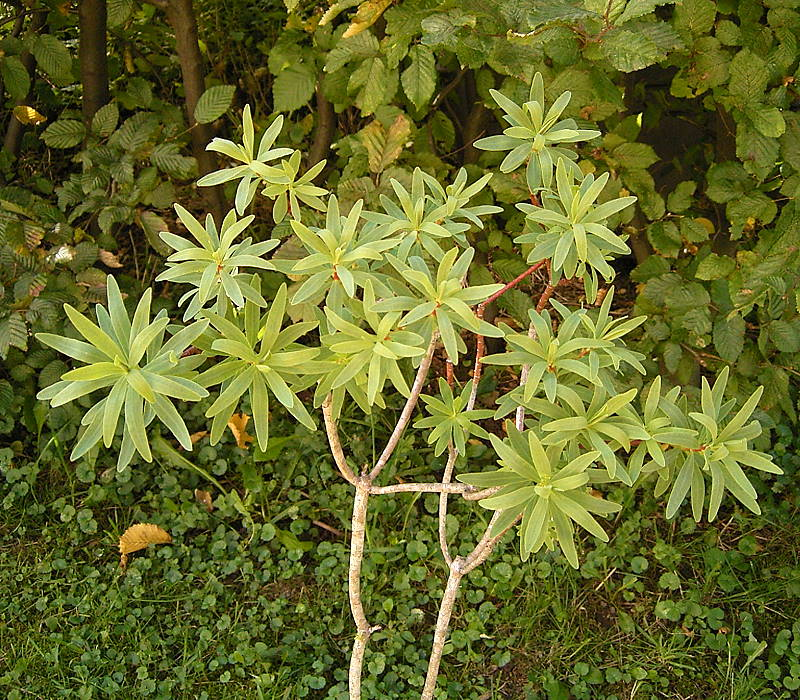
Une euphorbe arborescente.
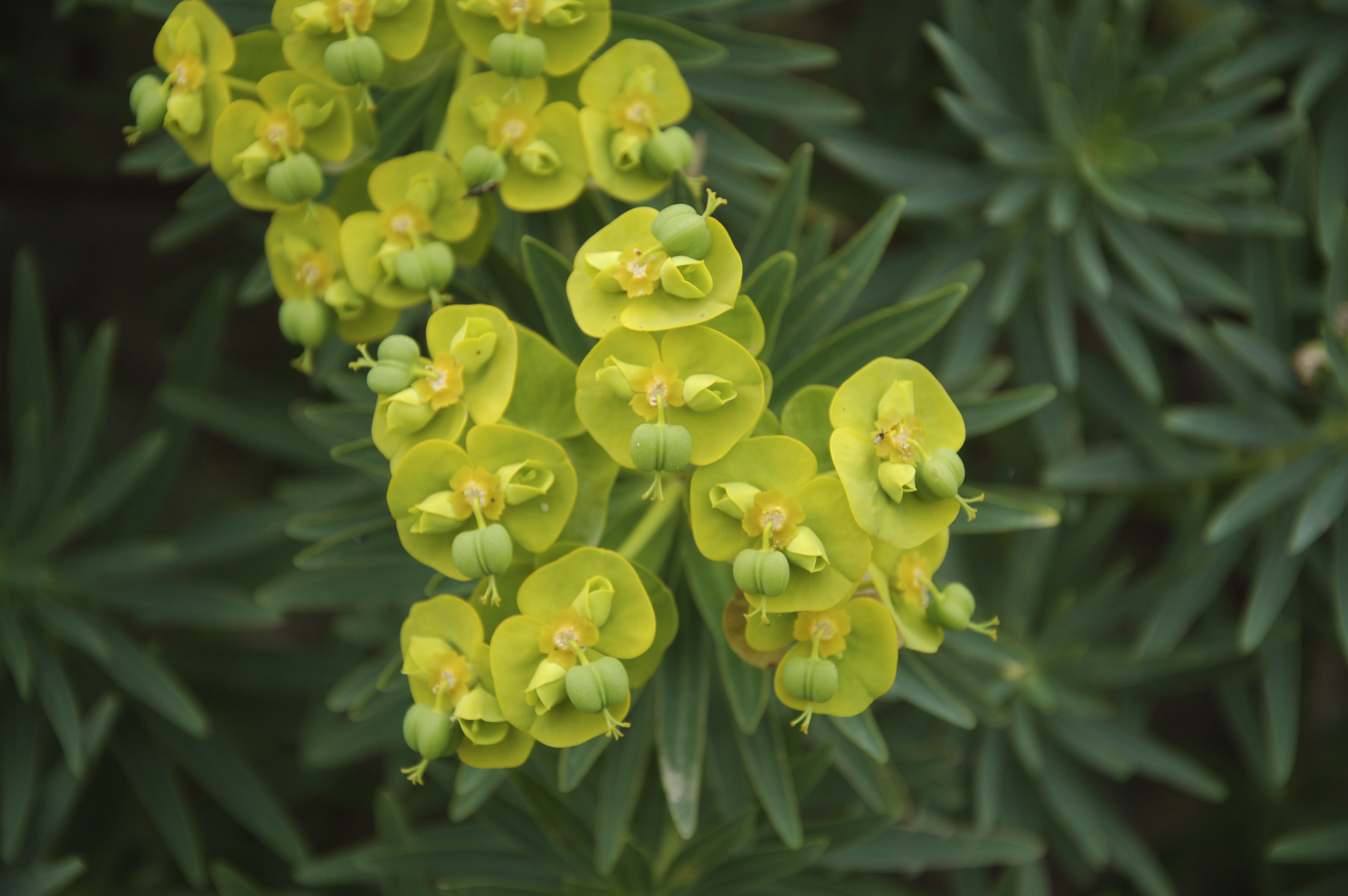
Une euphorbe arborescente détail.
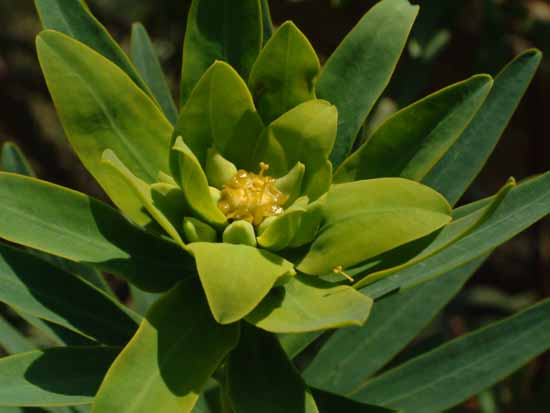
Une euphorbe arborescente détail.

## Répartition et habitat
Son aire de répartition est la région méditerranéenne centrale, des Baléares à la Crète.
On la rencontre à proximité de la mer, sur les versants pierreux, rocheux.
Dans les années 1980, le botaniste Robert Giraud avait été le premier à déceler la présence de la mythique Euphorbe arborescente, plante rare perchée dans les falaises du Devenson.